# Toms Brook (Virginia)
Toms Brook es una localidad situada en el condado de Shenandoah, Virginia  (Estados Unidos). Según el censo de 2010 tenía una población de 258 habitantes.

## Demografía
Según el censo del 2000, Tomos Brook tenía 255 habitantes, 100 viviendas, y 70 familias. La densidad de población era de 656,4 habitantes por km².
De las 100 viviendas en un 30%  vivían niños de menos de 18 años, en un 53%  vivían parejas casadas, en un 12% mujeres solteras, y en un 30% no eran unidades familiares. En el 24% de las viviendas  vivían personas solas el 10% de las cuales correspondía a personas de 65 años o más que vivían solas. El número medio de personas viviendo en cada vivienda era de 2,55 y el número medio de personas que vivían en cada familia era de 3,07.
Por edades la población se repartía de la siguiente manera: un 22,4% tenía menos de 18 años, un 9,4% entre 18 y 24, un 32,5% entre 25 y 44, un 26,3% de 45 a 60 y un 9,4% 65 años o más.
La edad media era de 37 años.  Por cada 100 mujeres de 18 o más años  había 90,4 hombres.
La renta media por vivienda era de 38.214$ y la renta media por familia de 44.688$. Los hombres tenían una renta media de 27.750$ mientras que las mujeres 20.972$. La renta per cápita de la población era de 16.712$. En torno al 2,5% de las familias y el 5,9% de la población estaban por debajo del umbral de pobreza.

## Localidades adyacentes
El siguiente diagrama muestra a las localidades más próximas a Toms Brook.